# Engelbert Humperdinck (komponist)
 Der er flere personer med dette navn, se Engelbert Humperdinck. (Se også artikler, som begynder med Engelbert Humperdinck)
Engelbert Humperdinck (1. september 1854 – 27. september 1921) var en tysk operakomponist. Han var nært tilknyttet Richard Wagner, som han hjalp med opsætningen af Parsifal. Hans største succes var operaen Hans og Grete.